# Garbatka-Letnisko (stacja kolejowa)
Garbatka-Letnisko – stacja kolejowa w Garbatce-Letnisku, w województwie mazowieckim, w Polsce.

## Ruch pasażerski
| Rok  | Wymiana pasażerska na dobę |
| ---- | -------------------------- |
| 2017 | 200-2999                   |
| 2022 | 300-399                    |

Obecny budynek stacji wybudowano w 1919 roku. Miał trzy kondygnacje, jednak wybuch bomby 8 września 1939 r. zerwał ostatnią z nich.
W czasie okupacji był świadkiem wielu akcji sabotażowych i dywersyjnych. W celu przypomnienia tych działań, po wojnie, umieszczono na ścianie budynku tablicę poświęconą Gwardii Ludowej.